# Liste der Denkmäler des Deutsch-Französischen Krieges in Baden-Württemberg
Diese Liste gibt einen Überblick über Denkmäler in Baden-Württemberg, die sich schwerpunktmäßig der Geschichte des Deutsch-Französischen Krieges von 1870/71 widmen.

## Liste

### Bestehende Denkmale
Wegen der großen Anzahl von Denkmälern des Deutsch-Französischen Krieges in Baden-Württemberg ist diese Liste in Teillisten für die 44 Land- und Stadtkreise aufgeteilt. In der folgenden, nach Regierungsbezirken sortierten Liste sind zunächst die Stadtkreise aufgeführt, gefolgt von den Landkreisen:

#### Regierungsbezirk Freiburg

##### Stadtkreis
- Liste der Denkmäler des Deutsch-Französischen Krieges in Freiburg im Breisgau

##### Landkreise
- Liste der Denkmäler des Deutsch-Französischen Krieges im Landkreis Breisgau-Hochschwarzwald
- Liste der Denkmäler des Deutsch-Französischen Krieges im Landkreis Emmendingen
- Liste der Denkmäler des Deutsch-Französischen Krieges im Landkreis Konstanz
- Liste der Denkmäler des Deutsch-Französischen Krieges im Landkreis Lörrach
- Liste der Denkmäler des Deutsch-Französischen Krieges im Ortenaukreis
- Liste der Denkmäler des Deutsch-Französischen Krieges im Landkreis Rottweil
- Liste der Denkmäler des Deutsch-Französischen Krieges im Schwarzwald-Baar-Kreis
- Liste der Denkmäler des Deutsch-Französischen Krieges im Landkreis Tuttlingen
- Liste der Denkmäler des Deutsch-Französischen Krieges im Landkreis Waldshut

#### Regierungsbezirk Karlsruhe

##### Stadtkreise
- Liste der Denkmäler des Deutsch-Französischen Krieges in Baden-Baden
- Liste der Denkmäler des Deutsch-Französischen Krieges in Heidelberg
- Liste der Denkmäler des Deutsch-Französischen Krieges in Karlsruhe
- Liste der Denkmäler des Deutsch-Französischen Krieges in Mannheim
- Liste der Denkmäler des Deutsch-Französischen Krieges in Pforzheim

##### Landkreise
- Liste der Denkmäler des Deutsch-Französischen Krieges im Landkreis Calw
- Liste der Denkmäler des Deutsch-Französischen Krieges im Enzkreis
- Liste der Denkmäler des Deutsch-Französischen Krieges im Landkreis Freudenstadt
- Liste der Denkmäler des Deutsch-Französischen Krieges im Landkreis Karlsruhe
- Liste der Denkmäler des Deutsch-Französischen Krieges im Neckar-Odenwald-Kreis
- Liste der Denkmäler des Deutsch-Französischen Krieges im Landkreis Rastatt
- Liste der Denkmäler des Deutsch-Französischen Krieges im Rhein-Neckar-Kreis

#### Regierungsbezirk Stuttgart

##### Stadtkreise
- Liste der Denkmäler des Deutsch-Französischen Krieges in Stuttgart
- Liste der Denkmäler des Deutsch-Französischen Krieges in Heilbronn

##### Landkreise
- Liste der Denkmäler des Deutsch-Französischen Krieges im Landkreis Böblingen
- Liste der Denkmäler des Deutsch-Französischen Krieges im Landkreis Esslingen
- Liste der Denkmäler des Deutsch-Französischen Krieges im Landkreis Göppingen
- Liste der Denkmäler des Deutsch-Französischen Krieges im Landkreis Heidenheim
- Liste der Denkmäler des Deutsch-Französischen Krieges im Landkreis Heilbronn
- Liste der Denkmäler des Deutsch-Französischen Krieges im Hohenlohekreis
- Liste der Denkmäler des Deutsch-Französischen Krieges im Landkreis Ludwigsburg
- Liste der Denkmäler des Deutsch-Französischen Krieges im Main-Tauber-Kreis
- Liste der Denkmäler des Deutsch-Französischen Krieges im Ostalbkreis
- Liste der Denkmäler des Deutsch-Französischen Krieges im Rems-Murr-Kreis
- Liste der Denkmäler des Deutsch-Französischen Krieges im Landkreis Schwäbisch Hall

#### Regierungsbezirk Tübingen

##### Stadtkreis
- Liste der Denkmäler des Deutsch-Französischen Krieges in Ulm

##### Landkreise
- Liste der Denkmäler des Deutsch-Französischen Krieges im Alb-Donau-Kreis
- Liste der Denkmäler des Deutsch-Französischen Krieges im Landkreis Biberach
- Liste der Denkmäler des Deutsch-Französischen Krieges im Bodenseekreis
- Liste der Denkmäler des Deutsch-Französischen Krieges im Landkreis Ravensburg
- Liste der Denkmäler des Deutsch-Französischen Krieges im Landkreis Reutlingen
- Liste der Denkmäler des Deutsch-Französischen Krieges im Landkreis Sigmaringen
- Liste der Denkmäler des Deutsch-Französischen Krieges im Landkreis Tübingen
- Liste der Denkmäler des Deutsch-Französischen Krieges im Zollernalbkreis

### Ehemalige Denkmale
| Bild           | Ort       | Ortsteil  | Lage                                                                            | Beschreibung |
| -------------- | --------- | --------- | ------------------------------------------------------------------------------- | --- |
| Weitere Bilder | Karlsruhe | Karlsruhe | Leibgrenadierdenkmal auf dem Europaplatz (Karlsruhe) 49° 0′ 36″ N, 8° 23′ 37″ O | Das Leibgrenadierdenkmal erinnerte an das badische Leib-Grenadier-Regiment, später 1. Badisches Leib-Grenadier-Regiment Nr. 109. Es wurde 1924/25 von Otto Gruber und Emil Valentin Gutmann errichtet. Im Januar 2010 wurde der Greif aufgrund des Baus des Stadtbahntunnels abgebaut. Im Sommer 2010 wurde auch das restliche Denkmal entfernt und eingelagert. |